# باري لينتون
باري لينتون (بالإنجليزية: Barry Linton)‏ هو فنان قصص مصورة ورسام كارتون نيوزيلندي، ولد في 1947 في إقليم أوكلاند في نيوزيلندا، وتوفي في 2 أكتوبر 2018.